# Каранович, Мирьяна
Ми́рьяна Кара́нович (серб. Мирјана Карановић; род. 28 января 1957, Белград, Югославия) — югославская и сербская актриса.

## Биография
Дебютировала в кино в 1980 году. Снялась во многих значимых югославских фильмах. Международной аудитории стала известна после фильма Эмира Кустурицы «Папа в командировке» (1985). Впоследствии снялась ещё в двух фильмах этого режиссёра — «Андерграунде» (1995) и «Жизнь как чудо» (2004). Кроме того, принимала участие в нескольких популярных телесериалах, снялась в фильме Горана Паскалевича «Пороховая бочка» (1998).
В 2003 году снялась в хорватском фильме «Свидетели». Это вызвало большой резонанс, так как до Каранович ни один сербский исполнитель не принимал участие в фильмах из Хорватии (с момента распада Югославии), к тому же, Каранович исполнила роль хорватской вдовы, потерявшей мужа на войне. В 2006 году Каранович сыграла мусульманку в картине «Грбавица» боснийского режиссёра Ясмилы Жбанич. Эта роль принесла ей номинацию на приз Европейской киноакадемии.

## Избранная фильмография
- 1980 — / Петријин венац
- 1980 — «Мастера, мастера» / Мајстори, мајстори! — Дуня
- 1985 — «Жизнь прекрасна» / Живот је леп
- 1985 — «Папа в командировке» / Otac na službenom putu — Сена
- 1989 — «Сборный пункт» / Сабирни центар
- 1995 — «Андерграунд» / Подземље — Вера Попара
- 1997 — «Три летних дня» / Три летња дана-Мери
- 1998 — «Пороховая бочка» / Буре барута — Наталья
- 2003 — «Клубничка в супермаркете» / Јагода у супермаркету — хозяйка супермаркета
- 2003 — «Свидетели» / Svjedoci  — Майка
- 2004 — «Жизнь как чудо» / Живот је чудо — Нада
- 2006 — «Грбавица» / Grbavica
- 2006 — «Девушка» / Das Fräulein — Руза
- 2007—2008 — «Аисты вернутся» / Вратиће се роде — Радмила Швабич — телесериал